# Prix littéraires du Gouverneur général 1977
Liste des Prix littéraires du Gouverneur général pour 1977, chacun suivi du gagnant.

## Français
- Prix du Gouverneur général : romans et nouvelles de langue française : Gabrielle Roy, Ces enfants de ma vie.
- Prix du Gouverneur général : poésie ou théâtre de langue française : Michel Garneau, Les Célébrations et Adidou Adidouce.
- Prix du Gouverneur général : études et essais de langue française : Denis Monière, Le Développement des idéologies au Québec des origines à nos jours.

## Anglais
- Prix du Gouverneur général : romans et nouvelles de langue anglaise : Timothy Findley, The Wars.
- Prix du Gouverneur général : poésie ou théâtre de langue anglaise : D.G. Jones, Under the Thunder the Flowers Light Up the Earth.
- Prix du Gouverneur général : études et essais de langue anglaise : Frank Scott, Essays on the Constitution.